# Kerk van de Voorbede van de Moeder Gods (Izmailovo)
De Kerk van de Voorbede van de Moeder Gods in Ismailovo (Russisch: Храм Покрова Пресвятой Богородицы в Измайлове) is een kerk in Moskou. Het gebouw bevindt zich op een eiland dat onderdeel maakt van een landgoed gelegen in het Izmailovopark, een enorm park ten oosten van het centrum van Moskou.

## Bouw
De bouw van de kerk op het koninklijk landgoed in Izmailovo vond plaats in de jaren 1671-1679 in opdracht van tsaar Alexis van Rusland. Vijf zware koepels bekronen de kerk en de gevel is gedecoreerd met fraai tegelwerk. De koepels zijn 18 meter hoog, de totale hoogte van de kerk bedraagt 57 meter.

### Geschiedenis
In 1812 werd het landgoed geplunderd en vervolgens lag het gebouw voor een lange tijd in puin. In november 1837 besloot tsaar Nicolaas I van Rusland de kerk te herstellen en er een gasthuis te vestigen ter nagedachtenis van de 25e verjaardag van de overwinning op Napoleon. Aan de noord-, oost- en zuidzijde van de kerk werden de onderkomens gebouwd voor gepensioneerde militairen. De nieuwe wijding van de kerk vond plaats in 1847.

## Sluiting
Op last van de atheïstische overheid werd de kerk in 1927 gesloten en geplunderd. Het interieur werd bijna volledig vernietigd. Slechts een tiental beschadigde iconen konden worden gered en ondergebracht in de naburige Geboortekerk van Izmailovo. Restauratie van de kerk vond plaats in de jaren 1979-1980.

## Heropening
Overdracht aan de rechtmatige eigenaar en hervatting van de eredienst vond plaats in de vroege jaren 90. In 2002 werd een nieuwe iconostase geplaatst.